# Богдо-гэгэн IX
Джампэ́л Намдро́л Чо́кьи Гьялцэ́н (монг. Жамбалнамдолчойжижалцан; тиб. འཇམ་དཔལ་ནམ་དྲལ་ཆོས་ཀྱི་རྒྱལ་མཚན; Вайли:  'jam dpal nam drol chos kyi rgyal mtshan, 6 января 1933; Лхаса — 1 марта 2012; Улан-Батор) — Богдо-гэгэн IX — девятый Джебдзун-Дамба-хутухта (Халха Джецун Дампа Ринпоче), тибетский лама и буддийский учёный, глава буддистов Монголии.

## История поисков перерождения Богдо-гэгэна
Вскоре после провозглашения Монголии народной республикой (1924) под влиянием советской власти в стране развернулась антирелигиозная кампания. Ходатайство о поисках перерождения Богдо-гэгэна VIII Джебцзундамба-хутухты было отклонено монгольским народным правительством. Но в том же году в Халхе появились слухи о нахождении нового перерождения Богдо-гэгэна. Несколько высокопоставленных лам из окружения Богдо-гэгэна VIII встретились с матерью мальчика и ознакомили её с деталями церемоний, в которых её сыну предстояло участвовать, однако выявление достоверности этого перерождения не было проведено согласно традиции.
В 1925 году прошёл слух, что перерождение Богдо-гэгэна — это ребёнок другой женщины. 7 июля 1925 года вышло постановление пленума ЦК МНРП, по которому вопрос о выявлении нового перерождения Богдо-гэгэна решили отложить и организовать комиссию от правительства, чтобы прояснить этот вопрос у Далай-ламы XIII. При этом в Лхасу было отправлено письмо, что Монголия стала республикой, и Богдо-ханов или Богдо-гэгэнов больше не должно быть. В ноябре 1926 году III Великий народный хурал МНР, в соответствии с решениями V Съезда МНРП, принял специальную резолюцию, в которой постановил воздержаться от поисков Богдо-гэгэна IX.
В 1928 году на VII Съезде МНРП и V Великом народном хурале приняли окончательное постановление о запрете поисков перерождения Богдо-гэгэна. Тем не менее Богдо-гэгэн IX был выявлен представителями духовенства в соответствии с установленной традицией.

## Биография

### Юные годы и образование
Его первое имя — Сонам Даргьял. Родился в 1932 году в местности Томсиг близ Лхасы, в семье Лобсанга Джампела и Янджин Лхамо. С ним встретился один из высших лам Монголии — Дилова-хутухта Жамсаранжав, встречавшийся с прошлым Богдо-гэгэном. В возрасте 4 лет его признали перерождением Джебцзун-Дамбы государственный оракул Тибета Нэчунг, регент Тибета Ретинг Ринпоче. Выявление нового перерождения долго держали в тайне в связи с политической обстановкой в Монголии и Китае.
В присутствии регента впоследствии принял обеты послушника и получил монашеское имя Джампел Намдрол Чокьи Гьялцэн. В семь лет поступил в монастырь Дрепунг. Там он в течение 14 лет учился в Гоман-дацане; его учителями были геше Тубтен Ньима и геше Таши Гьяцо, бурят и монгол, соответственно. Получив высшую буддийскую учёную степень геше-лхарампа, Богдо-гэгэн IX провёл несколько лет в горах, занимаясь в затворничестве медитацией.

### Жизнь в Индии
В 1959 году, после подавления Китаем восстания в центральном Тибете, там начались массовые репрессии против религии. Богдо-гэгэн эмигрировал в Индию вместе с Далай-ламой XIV, с которым у него был общий учитель ещё до 1959 года. Жил в районе Дарджилинга, потом переехал на юг Индии. Снял монашеские обеты и женился; у него родились пять сыновей и две дочери.
После демократической революции в Монголии 1991 года члены нового руководства страны заявили, что хотели бы пригласить хубилгана Богдо-гэгэна к себе в страну и спросили, была ли подлинность опознания хубилгана признана Далай-ламой (необходимость этого вопроса была продиктована тем, что в момент, когда остальные высокие ламы в 1934 году подтвердили это, Далай-лама XIII умер, а Далай-лама XIV ещё не родился), и 20 сентября того же года Далай-лама официально объявил о признании подлинности перерождения Богдо-гэгэна. 13 января 1992 года в Дхарамсале была проведена церемония его интронизации.
В 1990—2000-х годах Богдо-гэгэн IX неоднократно посещал Монголию по приглашению хамбо-ламы Дэмбэрэлийна Чойжамца, назвавшего его «высшей святыней монгольского народа». В Монголии состоялось большое собрание религиозных деятелей во главе с Хамбо-ламой, была проведена интронизация Богдо-гэгэна IX как главы буддийской религии в этой стране.

### Жизнь в Монголии
В 2010 году Богдо-гэгэн IX получил гражданство Монголии и прибыл на постоянное местожительство в главный монастырь страны — Гандантэгченлин. Под его руководством возрождались религиозные традиции, утрачивавшиеся после народной революции 1921 года. Верующие признавали его вторым лицом в иерархии после Далай-ламы, духовным наставником буддистов не только Монголии, но и России.. 2 ноября 2011 года в Гандантэгченлине Богдо-гэгэн был официально провозглашен главой монгольских буддистов и Ассоциации буддистов Монголии, которую до этого возглавлял Хамбо-лама монастыря Гандантэгченлин. Незадолго до своей смерти 1 марта 2012 года Богдо-гэгэн принял специальную делегацию монгольских государственных и культурных деятелей во главе с министром культуры Ёндонгийна Отгонбаяром, изъявившую ему просьбу о будущем его перерождении в Монголии. После смерти тело Богдо-гэгэна IX было забальзамировано и находится в столичном монастыре Гандантэгченлин..